# Elaphria arna
Elaphria arna là một loài bướm đêm trong họ Noctuidae.